# Piestrzennik
Piestrzennik (Hydnora) – rodzaj pozbawionych liści, bezzieleniowych roślin pasożytniczych z rodziny kokornakowatych (Aristolochiaceae). Obejmuje 7 gatunków. Rośliny te spotykane są na obszarze południowej i tropikalnej Afryki, Madagaskaru, na południowych krańcach Półwyspu Arabskiego. Rośliny z rodzaju Hydnora nazywane są "najdziwniejszymi roślinami świata". O ich oryginalności świadczy to, że odkrywca rodzaju Hydnora uznał jego przedstawicieli za grzyby.

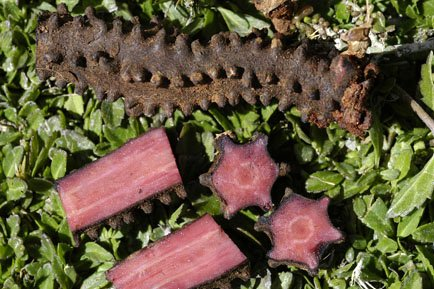
Ryzomatoid Hydnora triceps

## Morfologia

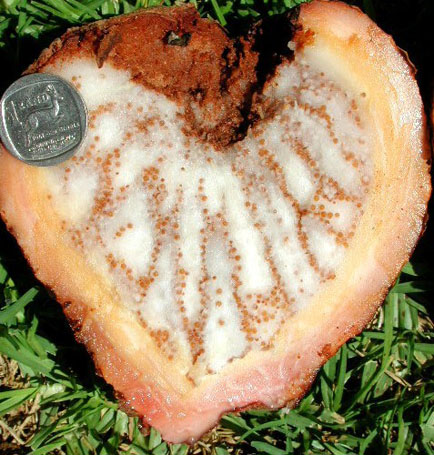
Przekrojony owoc Hydnora triceps

Organy podziemnePozbawione liści organy podziemne składają się z rosnącego poziomo kanciastego lub okrągłego, mięsistego ryzomatoidu. Trudno określić, czy twór ten jest pędem czy korzeniem. Na kantach lub na całej powierzchni twór ten pokryty jest krótkimi brodawkami o skorkowaciałych wierzchołkach. Gdy roślina natrafia na korzeń rośliny żywicielskiej z brodawek wyrastają nierozgałęzione i cienkie korzenie-przyssawki wnikające w tkanki żywiciela.
KwiatyOkazałe lub średnich rozmiarów, wyrastają pojedynczo z wnętrza ryzomatoidu. Nad powierzchnię ziemi wystaje zwykle tylko górna część kwiatu – mięsiste wyrostki na szczycie listków okwiatu, osiągające do 30 cm długości. Rzadko kwiaty pozostają pod powierzchnią ziemi. Są promieniste i obupłciowe. Okwiat składa się z pojedynczego okółka 3–4 mięsistych i połączonych listków, najczęściej barwy czerwonobrązowej. Poza tym białej, czerwonej, różowej lub brązowej. U niektórych gatunków na wewnętrznej stronie listków okwiatu występują skierowane ku dołowi włoski. Pręciki zwykle w takiej samej liczbie jak liczba listków okwiatu tj. 3-4 (rzadko 5) tworzą zwykle jeden okółek. Pręciki mają postać guzowatych narośli pokrytych rurowatymi, ciasno ułożonymi, krętymi zgrubieniami, w których powstaje pyłek wytwarzany w wielkich ilościach. Słupek jest dolny z pojedynczą komorą utworzoną z trzech (rzadziej czterech) owocolistków. Łożysko zawiera bardzo liczne zalążki zanurzone w jego tkance. Łożysko ma kształt szyszkowaty. Pojedyncza szyjka słupka zakończona jest główkowatym znamieniem.

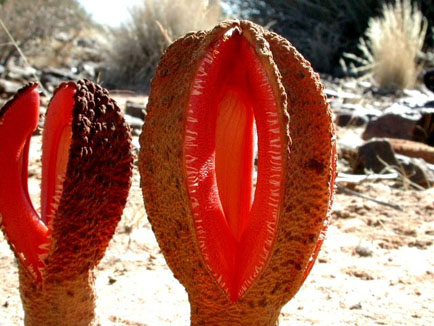
Kwiaty Hydnora africana
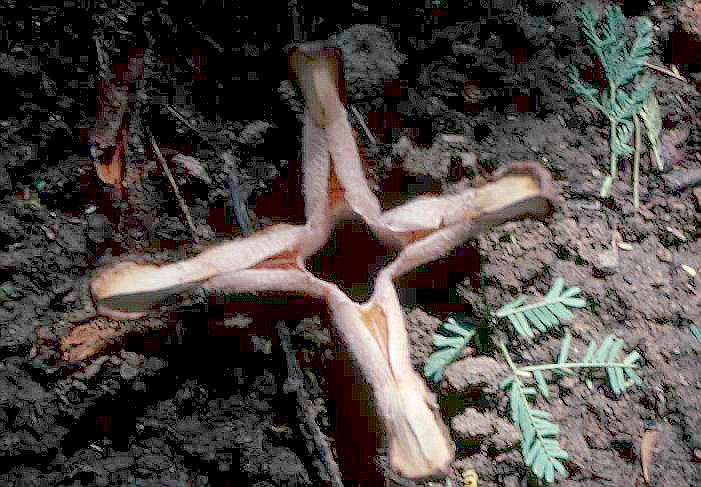
Kwiat Hydnora johannis
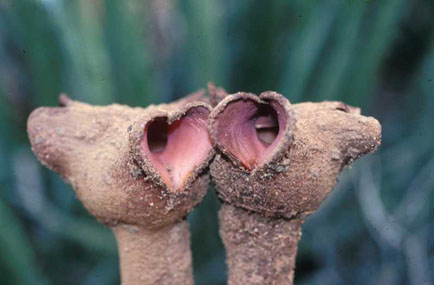
Kwiaty Hydnora triceps

OwocPodczas dojrzewania wypełniające wnętrze zalążni tkanki łożyska rozpuszczają się tworząc papkowatą masę. Owocnia zawsze mniej lub bardziej drewnieje. Powstają duże, jagodowe owoce (u niektórych gatunków torebki) zawierające wiele (czasem nawet powyżej 35 tysięcy) drobnych nasion. Nasiona okryte są twardymi łupinami nasiennymi, pod którymi znajdują się: obielmo, bielmo i niezróżnicowany zarodek.

## Biologia i ekologia
Rośliny z tego rodzaju pasożytują na korzeniach innych roślin, przy czym niektóre gatunki specjalizują się w określonych gatunkach żywicieli, najczęściej na akacjach i wilczomleczach. Kwiaty zapylane są przez muchówki i chrząszcze, najczęściej omarlicowate. Wabione są one zapachem padliny oraz obficie zgromadzonymi białkami i tłuszczami w tkankach po wewnętrznej stronie zmięśniałego okwiatu. Wąskie szczeliny między listkami okwiatu osłonięte są włoskami, co utrudnia wyjście owadom z kwiatu. Wydostają się one dopiero wówczas, gdy włoski więdną. W niektórych kwiatach roślin z tego rodzaju stwierdzono także termogenezę. U Hydnora triceps kwiaty i owoce rozwijają się pod powierzchnią gruntu. Nasiona rozsiewane są przez ssaki. Owoce z roślin tego rodzaju wykopywane i spożywane są przez małpy wąskonose, szakale i jeżozwierze.

## Systematyka
Jak w przypadku innych roślin pasożytniczych, redukcja organów sprawiła, że systematycy bardzo rozmaicie sytuowali ten rodzaj. W systemie Cronquista (1981) w ramach rodziny Hydnoraceae zaliczany był do bukietnicowców Rafflesiales. W systemie Takhtajana (1997) i Reveala rodzina ta umieszczana była w monotypowym rzędzie Hydnorales obok Rafflesiales. Dopiero w początkach XXI wieku dzięki badaniom molekularnym odkryto ich filogenetyczną przynależność do pieprzowców (Piperales). Do systemu APG III (2009) włącznie rodzaj klasyfikowany był w obrębie rodziny piestrzennikowatych Hydnoraceae w obrębie pieprzowców. W systemie APG IV (2016) rodzina ta włączona została do kokornakowatych (Aristolochiaceae) jako klad (w randze podrodziny Hydnoroideae Walpers) siostrzany dla podrodziny Aristolochioideae Link. Rodzaj jest siostrzanym dla rodzaju Prosopanche.
Wykaz gatunków
- Hydnora abyssinica A.Br.
- Hydnora africana Thunb.
- Hydnora esculenta Jum. & H.Perrier
- Hydnora longicollis (Welw.) Bolin
- Hydnora sinandevu Beentje & Q.Luke
- Hydnora triceps Drège & E.Mey.
- Hydnora visseri Bolin, E.Maass & Musselman

## Zastosowanie
Owoce roślin z rodzaju piestrzennik w miejscach masowego występowania bywają wykorzystywane jako pasza dla świń.